# Associação dos Pintores com a Boca e os Pés
Associação dos Pintores com a Boca e os Pés (APBP) é uma associação de artistas plásticos que, por impedimento dos seus membros superiores, utilizam a boca e/ou os pés para pintar suas belas obras de arte. Idealizada pelo artista alemão Arnulf Erich Stegmann , foi fundada em 1956 com um grupo de oito pintores de países europeus e, em um ano, tornou-se efetivamente uma associação que se expandiu para todo o mundo e encontra, hoje, representação em mais de setenta países e quase oitocentos artistas. A celebração dos seus 50 anos de existência deu-se em 2007 na cidade de  Viena, na Áustria.
A APBP não arrecada donativos. Embora o nome Associação, não é uma ONG ou empresa sem fins lucrativos. É uma empresa que comercializa reproduções das obras de arte de artistas que, por outros meios, talvez não conseguissem expor e vender seus trabalhos.

## Origem
Em 19 e 20 de março de 1957, houve uma reunião de dezesseis pintores oriundos de diversos países europeus e fundaram a Associação dos Pintores com a Boca e os Pés na capital do principado do Liechtenstein, em Vaduz. O idealizador foi Arnulf Erich Stegmann, da Alemanha, que procurou pessoalmente os pintores interessados em promover essa causa.
Com um ano de existência havia apenas vinte e um membros, e houve uma segunda reunião geral na França. Athol Thompson, austráliano, foi o primeiro associado não europeu, em 1961. E devido ao apoio de um artista argentino e outro sul africano, também em 1961, a associação já tinha representação em quatro continentes. A primeira exposição fora da Europa ocorreu em Joanesburgo, África do Sul, em 1960. E em 1963, contava com cinqüenta e quatro membros plenos e bolsistas em vinte e   dois países na Europa, América, Austrália e Ásia.
Com a convenção em Bombaim agregaram-se ao mapa da associação a Turquia, o Quênia e Israel, agora com 116 membros plenos e bolsistas.

## Fundadores
- Arnulf Erich Stegmann (alemão)
- Bruno Schmitz-Hochburg (alemão)
- Erich Macho (austríaco)
- Charles Pasche (suíço)
- Corry F. Riet e Riek de Vos. (holanda)
- Henry Ullberg (sueco)
- Madeleine Jars (francesa)
- Geneviève Barbedienne (francesa)
- Marie-Louise Tovae (francesa)
- Eugène Pirard (belga)
- Elof Lundberg (sueco)
- Sune Fick (sueca)
- Irene Schricker (alemã)
- Carl Fischer (alemão)
- de Munter (belga)
- Eva Thor (sueco)
- Rolf Thomassen.(norueguês)
- Dr. Herbert Batliner (conselheiro jurídico)

## Neutralidade religiosa
“A APBP tem uma posição neutra no que diz respeito às crenças religiosas, filosóficas e políticas. É por conseguinte inadmissível qualquer tratamento preferencial ou discriminação devido à crença religiosa, filosófica ou política de um membro.” 

## Brasil

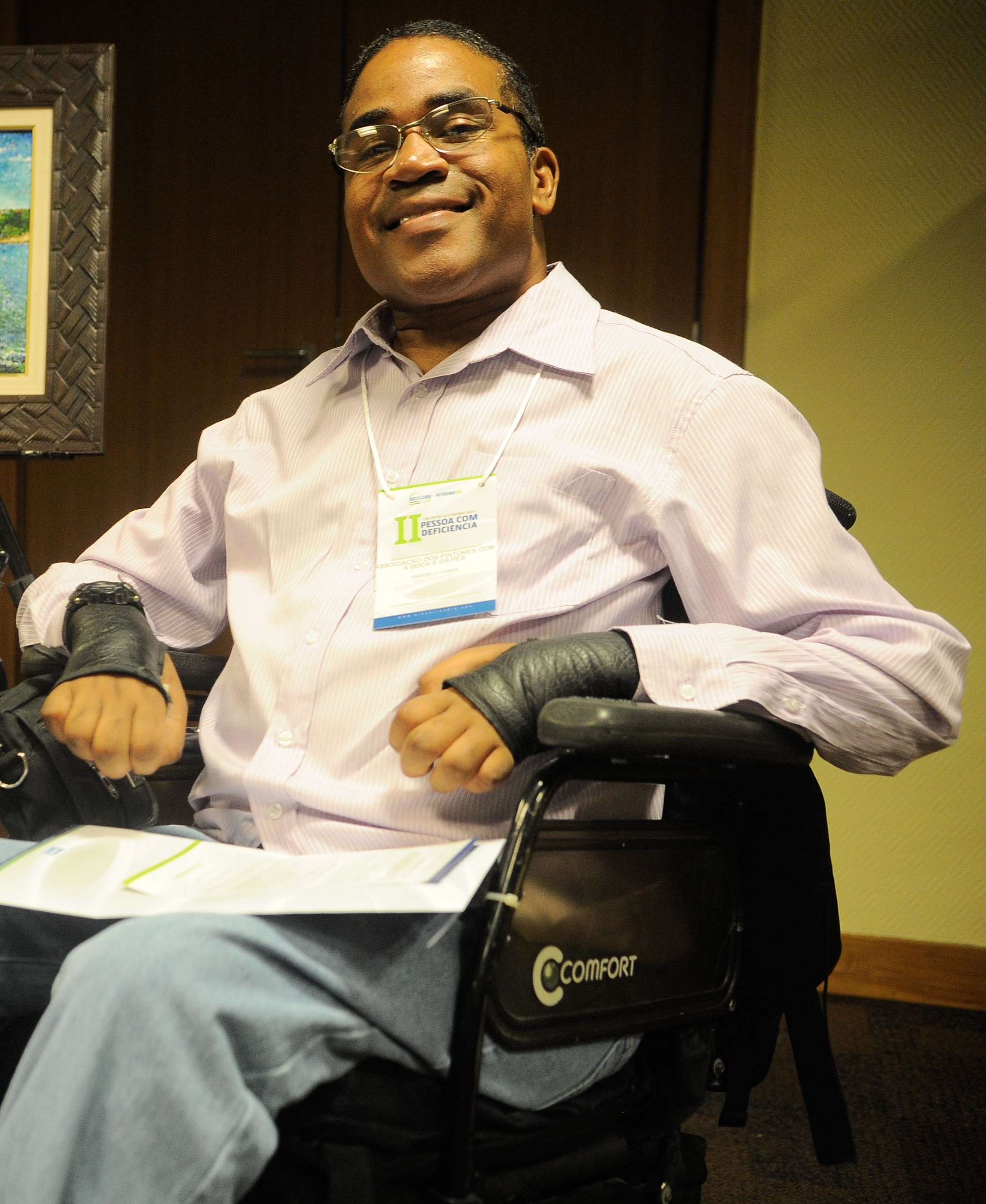
Marcelo Cunha, da Associação de Pintores com a Boca e os Pés, participou do Encontro Autonomia para Pessoa com Deficiência (Tânia Rêgo/Agência Brasil)

No Brasil está presente através da empresa Pintores com a Boca e os Pés Ltda, de propriedade de dois sócios moradores na Alemanha.  A empresa adquire direitos de alguns artistas brasileiros mas não atua como associação ou ONG. Tem sede em São Paulo  e conta com 55 artistas atualmente. Não bastando haver uma deficiência nas mãos para ser admitido como membro, tendo de haver efetiva qualidade nas pinturas para admissão como “membro”. A associação, para os que não tem alcançado a qualidade e excelência nas pinturas, encoraja e promove bolsistas para evoluírem na arte de pintar. Pretendendo, com isso, afastar o caráter de caridade aos artistas “membros” em competir em nível de igualdade com os artistas sem qualquer deficiência física. Por isso, uma vez que o associado se torna “membro”, a associação garante uma renda substancial por toda a vida, mesmo que venha a se incapacitar como pintores. A renda é derivada da venda de seus trabalhos transformados em cartões e calendários.
Em 2006 apresentou uma exposição de sessenta quadros desses artistas com o tema Amazônia, entre eles, o artista e índio Pituku Waiãpi, da tribo dos Waiãpis, da Amazônia .
O escritor Alcione Sortica escreveu a crônica premiada Pintores com a boca e os pés, 1º Lugar - categoria Crônica Estadual - no 3º Concurso Literário Internacional Planície, São José do Norte, que faz referência ao trabalho no Brasil dos artistas da Associação dos Pintores com a Boca e os Pés .

## Portugal
Em Portugal, a sede da associação é em Caldas da Rainha, que já teve seu trabalho apresentado pela Jornal Oeste Online em novembro de 2003 . Em dezembro de 2008, no átrio da Câmara Municipal do Bombarral, houve uma exposição uma exposição de pintura da Associação dos Artistas Pintores com a Boca e os Pés, com o apoio da Sociedade dos Artistas Deficientes Manuais (SADM), no Dia Internacional da Pessoa com Deficiência, onde Maria de Lurdes Oliveira, uma pintora da terra que nasceu sem os braços, “bolseira" da associação de pintores desde 2004, pode demonstrar ao vivo como trabalha tais artistas. Onde puderam divulgar seu trabalho e como distribui bolsas para aprimoramento de artistas com interesse em pinturas com a boca e os pés.
É um lema dos artistas da Associação do Pintores com a Boca e os Pés:

“Todos os artistas recusam caridade, preferindo reter seu respeito próprio competindo em termos iguais com artistas normais.” 

“Para serem reproduzidos, os trabalhos são inteiramente selecionados com base no potencial de vendas artístico, e não nas necessidades dos artistas” 

O trabalho da associação de pintores já havia sido divulgado, em novembro de 2005, pela Associação para o Desenvolvimento e Formação Profissional, em Miranda do Corvo, Coimbra.

## Exposições com visitação de notáveis
1957 
- Paris - Exposição na Galeria "Cercle Volnay" – Inauguração: Jacques Jaujard, Director de Arte e Ciência
- Lisboa - Exposição no Pavilhão Nacional – Patrocínio: Condessa Böhm-Ammolly
- Viena - Exposição na "Staatsdruckerei" - Inauguração: Secretário de Estado Franz Grubhofer

1960 
- Atenas - Galeria "Agência para a colaboração intelectual" – Patrocínio: Rei Frederico da Grécia

1961 
- Viena - Exposição na "Wiener Stadthalle" – Inauguração: Ministro da Educação Dr. H. Drimmel

1962 
- Auckland DM - Exposição no Auditório "Milne & Choice" - Inauguração: Sr. Robinson, Presidente da Câmara
- Bombaim - Exposição na "Jehangir Art Gallery" - Inauguração: Y. B. Chavan, Ministro do Estado Maharashtra

1965 
- Verona - "Palazzo Gran Guardia" - Inauguração: S.E. o Vigário-Geral Mons. Perobelli
- Toronto - "Casa Loma" - Inauguração: Sr. Givens, Presidente da Câmara

1966 
- Tóquio - exposição da UNESCO - Inauguração: Princesa Hitachi
- Frankfurt - a favor das crianças vítimas de Contergan - Inauguração: Prof. Dr. Brundert, Presidente da Câmara de Frankfurt.
- Edmonton - Inauguração: Rainha de Inglaterra, Isabel II

1967 
- Londres - Inaugurada pelo Lord Mayor de Londres, Sir Frederick, numa exposição em favor das crianças vítimas de talidomida
- Florença - Exposição na Galleria d’Arte della VDMFK - Inauguração: S.E. o Bispo Fernando Puccini, bem como o Presidente da Câmara Prof. Piero Bargellini

1970 
- Reichersdorf - Exposição na Augustiner Chorherren Stift – Patrocínio: Bispo Dr. Antonius Hofmann de Passau

1971 
- Hamburgo - Exposição na Galeria Brinkmann – com a presença do ator e realizador Kurt Meisel
- Lökken – com a ilustre visita da Ministra Kamma Larsen-Ledet (1971)

1973
- Nova Deli - Inauguração: I. K. Guiral, Ministro da Informação

1974 
- Toronto - Exposição na St. Lawrence Hall - Inauguração: Pauline Mc Gibbon, representante de S. M. a Rainha Isabel II de Inglaterra

1976 
- Londres - Exposição no "The little Theatre Club" - Inauguração: Alfred Morris, Ministro da Deficiência

1977 
- Paris - Exposição na Galeria Softiel - Inauguração: esposa do Primeiro-Ministro francês
- Bruxelas - Inaugurada pelo Ministro da Economia
- Estocolmo - Exposição na galeria de arte "Bohmans" - Inauguração: Allan Nordenstam, Governador de Estocolmo

1979 
- Estocolmo - Exposição no Berwaldhalle – Inauguração: Lennart Sandgren, Presidente

1980 
- Londres - Participação em exposições do "Festival da Cidade de Londres" - esteve presente o Príncipe Filipe
- Treignac - Exposição no "Salon Art et Spiritualité" – Patrocínio: Jacques Chirac, na altura Presidente da Câmara de Paris

1981 
- Munique - Exposição no Volksbank de Munique - Inauguração: Dr. Zehetmeier, 2º Presidente da Câmara da capital
- Innsbruck - Exposição na Sala de Congressos de Innsbruck - Inauguração: Presidente Adjunto da Região do Tirol, Prof. Dr. Prior
- Hanôver - Exposição na Galeria Kubus - Inauguração: Presidente da Câmara, Kristine Urban
- Genebra - Exposição no Comité culturel du Personnel de l’ONU - Inauguração: Abdou Ciss, Director da Administração da ONU em Genebra e representante do Secretário-Geral da ONU
- Mainau/Bodensee - Exposição na Sala do Brasão do Palácio de Mainau - Patrocínio: Condessa Sonja e Conde Lennart Bernadotte
- Viena – Participação na Terceira Conferência Regional Européia da Reabilitação Internacional, no Centro de Congressos de Hofburg - Patrocínio: Presidente da República da Áustria, Dr. Kirchschläger
- Madrid - Exposição no Salão de Cristal da Câmara Municipal de Madrid - Inauguração: Presidente da Câmara Adjunto da cidade de Madrid

1982 
- Oslo - Exposição na Entrada do Salão de Concertos - Esteve presente a Princesa Herdeira Sonja

1984 
- Joanesburgo – Inauguração: Ministro da Saúde e da Previdência, Dr. C.V. van der Merwe
- Bona - Exposição no Gustav-Heinemann-Haus - Inauguração: Ministro do Trabalho, Dr. Norbert Blüm
- Aalen - Exposição no Centro Cultural "Torhaus" - Inauguração: Presidente da Câmara Ulrich Pfeifle
- Estugarda - Exposição no Filderhalle - Inauguração: Sr. Häussler, Presidente da Câmara
- Lugano - Exposição no Hotel Europa – Inauguração: Aurelio Longoni, Vice-Presidente de Lugano

1985 
- Madrid - Exposição no Pavilhão Nacional - Inaugurada pelo Adido Cultural da Embaixada francesa em Madrid, Lucien Castella, bem como Manuel Martin Parra, da Câmara Municipal de Madrid
- Londres - Exposição no "Royal Festival Hall" - Inauguração: Baronesa Trumpington

1986 
- Vaduz - Exposição no Salão da Câmara Municipal de Vaduz - Patrocinada e inaugurada pela Princesa Hedeira, Marie von und zu Liechtenstein

1987 
- Estrasburgo - Patrocinada pelo Secretário Geral do Conselho Europeu
- Jerusalém – Patrocínio e Inauguração: Teddy Kolek, Presidente da Câmara de Jerusalém

1988 
- Londres - Exposição no "Royal Festival Hall" - Inauguração: Ministro da Saúde e Assuntos Sociais, Nocholas Scott

1989 
- St. Gallen - Exposição na Entrada do Teatro Nacional - Inauguração: Presidente da Câmara de St. Gallen, Dr. Heinz Christen

1990 
- Madrid - Visita da Rainha Sofia

1991 
- Bruxelas - Exposição no Centro Cultural St. Nikolaus - Inauguração: Ministro Jos Chabert
- Helsínquia - Exposição no "Annantalo Artcentrum" - Patrocinada pela esposa do Presidente da Finlândia, Tellervo Koivisto
- Taipei - Exposição na Biblioteca Municipal de Taipei – Inauguração: Julie Chien, esposa do Ministro dos Negócios Estrangeiros
- Oslo - Inaugurada pelo Presidente da Câmara de Oslo, Peter N. Myhre

1992 
- Roma - Exposição no "Palazzo Ruspoli" - Inauguração: Mariapia Fanfani, Presidente da Cruz Vermelha italiana
- Cidade do México - Exposição na "La Casa de la Cultura" – Patrocínio: Cecilia Occelli de Salinas, esposa do Presidente do México

1993 
- Buenos Aires - Exposição no Edifício da Presidência da República - Inauguração: Presidente Dr. Carlos Saúl Menem
- Solothurn – com a presença de Paul Feser, proteção das artes na Suíça

1994 
- Taipei - Exposição na Galeria Nacional Dr. Sun Yet-Sen - Inauguração: Lee Teng-hui (esposa do Presidente), Lien Chan (esposa do Primeiro Ministro), Julie Chien (esposa do Ministro dos Negócios Estrangeiros)
- Cidade do México - Exposição no "Centro Cultural San Angel" – Patrocínio e Inauguração: Cecilia Occelli de Salinas (esposa do Presidente do México)

1995 
- Vancouver - Exposição no "Vancouver Museum" – Inauguração: Hedy Fry, Ministra Presidente do Centro de Vancouver e Deputada Parlamentar do Ministério da Saúde, Bill Barlee, Ministro da Economia, Turismo e Cultura, e Gilbert O"Sullivan, Presidente da Organização de Deficientes
- Brisbane - Exposição na Câmara Municipal - Inauguração: Governador de Queensland
- Tóquio – Inauguração: Príncipe Imperial Takamado-no-miya e sua esposa

1996 
- Madrid – Exposição na Galeria "Infantas" – Inauguração: Francisco Javier de Lamana, Secretário Geral do Real Patrocínio para Deficientes.
- Varsóvia - Exposição na Galeria presidencial – Inauguração: Presidente da Câmara de Varsóvia

1998 
- Genebra / Suíça – Exposição no Palácio das Nações da ONU – inauguração: Mary Robinson, comissária da ONU para os direitos humanos

1999 
- Gmunden / Áustria - Exposição no Hipp Halle – Inauguração: Angela Orthner, Presidente da Região da Alta Áustria, e Heinz Köppl, Presidente da Câmara de Gmunden.
- Helsínquia / Finlândia – Inauguração: Eva-Riitta Siitonen, Presidente da Câmara de Helsínquia. Patrocínio: Eeva Ahtisaari, Primeira Dama da Finlândia.

2000 
- Vaduz / Liechtenstein – Patrocínio: Princesa Marie von und zu Liechtenstein.
- Sydney / Austrália - Exposição internacional no Museu de Arte Contemporânea com participação de obras de artistas da APBP – Patrocínio: Bob Carr, Primeiro-Ministro e Ministro da Cultura da Austrália.

2001 
- Espanha - Museo de la Ciudad Madrid – Patrocínio: Sua Majestade, a Rainha de Espanha.
- Hungria – Exposição no Centro Cultural Károlyi Palota, Budapeste - Patrocínio: Presidente da República, Dr. Ferenc Mádl, Ministro da Cultura, Rockenbauer, Presidente da Câmara, Gábor Demszky, Presidente Prof. Dr. Ferenc Glatz

2003 
- Atlanta / Estados Unidos – Inauguração: ex-vice-presidente dos EUA, Al Gore.
- Estocolmo / Suécia - Inauguração: Ministra da Cultura, Marita Ulvskog

2019

- Rio de Janeiro - Cidade das Artes